# حولا بنت بهلول
حَوْلا بنت بُهلُول المعروفة بلقب المُتعبّدة، سيّدة صوفيّة سورية من أهل السنة والجماعة، عاشت بِدمشق في القرن الثالث الهجري، عُرِفت بسبب تصوفها وعبادتها ومواقفها الحادة مع المعتزلة أثناء فتنة خلق القرآن.
وصفها ابن عساكر عندما ترجم لها في كتابه تاريخ دمشق: «أخت مؤمنة، كانت صوفية...» 

## حكايتها مع القاضيالمعتزلي
لها حكاية مشهورة مع القاضي محمد بن يحيى بن حمزة وهُوّ قاضي معتزلي يؤمن بِخلق القرآن وقد كان قاضياً على دمشق وهُوّ كبير قضاتها.
وحكايتها معه هيّ أنّه في أحد الأيام خلال فتنة خلق القرآن حدثت قضية في دمشق وكان قاضيها هو محمد بن يحيى بن حمزة، وكان يجب على حَوْلا أن تشهد في القضية أمام القاضي محمد بن يحيى بن حمزة، وكان للقاضي محمد أثناء فتنة خلق القرآن عادة وهيّ أنّه يمتحن كل شاهد قبل أن يسمع شهادته وامتحانه يكون بسؤاله عن رأيه بخلق القرآن وإذا ما كان يؤمن بأنَّ القرآن الكريم مخلوق أم لا، فإذا كان الشاهد يرفض القول بخلق القرآن فإنّه لا يقبل شهادته مِثل الإمام أحمد بن حنبل الذي تعذب لأكثر من عشر سنين فقط لرفضه القول بأن القرآن مخلوق، أما إن كان مُعتزلياً يشهد بخلق القرآن فإنّه يسمع شهادته.
عندما أتت حَوْلا بنت بُهلُول لكي تشهد من أجل القضية، قرر محمد بن يحيى بن حمزة أن يمتحنها، فقال لها: «ما تقولينَ في القُرْآنِ ؟»، يقصد هل تؤمن بخلقه أم تتبع مذهب أحمد بن حنبل.
فما كان من حَوْلا بنت بُهلُول إلا أن نشرتْ كَفَّيها أي فتحت كفيها ووسعتهما باتجاه وجه القاضي وفرَّقت بينَ أصابِعِها وأشارت بهما على وجه محمد بن يحيى بن حمزة، وصرخت: «سَخَامٌ على وجهِكَ..»، والسَخَامُ له عدة معاني في اللغة العربية مِثل السواد والحقد والغضب والنتانة وسوء الحظ، وقصدت بالسَخَامُ أن يسود الله وجهه وهيّ عبارة كناية عن الغضب والمقت والبغض فقد كان العرب يقولون إن غضبوا ومقتوا أحداً «سخَّم اللهُ وجهَه» أي سَوَّده وأنزل غضبه عليه.
وقد قالت للقاضي ذلك لأنها عَلِمت بمذهبه المعتزلي وأنّه ينتظر منها أن توافقه على مذهبه حتى يسمح لها بالشهادة، وبعد أن قالت ذلك حَوْلا قامت وهيّ غاضبة فولت وخرجت من عنده ورفضت أن تشهد مرة أُخرى لأجله، وقيل أنها رفضت أن تشهد عنده بعدما قام بامتحانها في القرآن.